# Cool Cat (Looney Tunes)
Cool Cat es un personaje creado por el director Alex Lovy para Warner Bros. en la década de 1960. Su primera aparición fue en el corto "Cocol Cat" de 1967. fue doblado por Larry Storch. El director  Robert McKimson fue director para los dos últimos cortos del personaje.

## Biografía
Cool Cat es un Tigre de Bengala (su diseño es muy parecido al de La Pantera Rosa y Snagglepuss) y viste una bufanda y boina verde. A diferencia de otros personajes de Looney Tunes, Cool Cat era simplemente un producto de su tiempo. Actuaba como un típico adolescente de esa era, además de que hablaba con estilo Beatnik sesentero.
El corto dirigido por McKinsey Bugged By a Bee actuaba como un alumno de universidad y jugador de fútbol americano.
La mayoría de los cortos de Coal Cat tenían la aparición del Coronel Rimfire (también doblado por Storch), un cazador británico. La relación de Cool Cat y Rimfire reflejaba la de Bugs Bunny y Elmer Gruñón. Su última aparición en un cortometraje Injun Trouble de 1969, antes de que el estudio original de animación de Warner cerrase poco tiempo después.
- Datos: Q22350731